# Jennifer O’Dell
Jennifer O’Dell (ur. 27 listopada 1974) – amerykańska aktorka filmowa i telewizyjna.

## Życiorys
Urodziła się w 1974 roku w mieście Ridgecrest w Kalifornii. W wieku ośmiu lat zadebiutowała przed kamerą grając w reklamie. Po ukończeniu studiów podjęła starania by zostać aktorką. Początkowo grywała epizodyczne i mało znaczące role w filmach i serialach takich jak: Beverly Hills, 90210, czy Diagnoza morderstwo. Przełomowa w jej karierze okazała się rola Veronici w serialu Zaginiony świat (1999-2002), która przyniosła jej międzynarodowe uznanie.